# Torrent de Budeu

El Torrent de Budeu, respecte del terme d'Abella de la Conca

El torrent de Budeu és un torrent del terme municipal d'Abella de la Conca, a la comarca del Pallars Jussà, en territori del poble de Bóixols.
És al nord-est de Bóixols, a llevant de la Serra de Cal Mestre i al sud del Clot del Tinyola. Es forma per la unió dels barrancs de Fontmil i de Cal Cerdà just al sud del punt quilomètric 18 de la carretera L-511, des d'on davalla cap al sud-est per abocar-se en el riu de Pujals.